# Pangavini
Pangavini ist eine unbewohnte Insel des ostafrikanischen Staats Tansania, gelegen zwei Kilometer südwestlich der Insel Mbudya.
Das Eiland gehört zu den vier Inseln des Nationalparks von Daressalam (DMRS).